# Antoni Montserrat i Solé
Antoni Montserrat i Solé (Barcelona, 25 de maig de 1941) és un economista polític català.

## Trajectòria
Llicenciat en ciències econòmiques, durant els seus anys d'estudiant i professors fou un dels 462 catalans vigilats pel franquisme, degut a la seva militància comunista.
Actualment exerceix de professor a la Universitat Autònoma de Barcelona. Ha publicat diversos treballs sobre economia regional. Ha col·laborat en diverses ocasions amb revistes com Recerques i com Serra d'Or. Ha col·laborat amb diversos economistes catalans de renom, com Ramon Trias Fargas, Joan Clavera entre d'altres, i ha format part del col·lectiu Enric Cerdà, format inicialment per Carme Sans, Emili Gasch i ell mateix. A les eleccions generals espanyoles de 1979 va substituir Juan Ramos Camarero com a diputat per la circumscripció electoral de Barcelona dins les llistes del PSUC en 1980. Fou vocal de les Comissions d'Economia i Comerç, de Pressupostos i d'Indústria i Energia del Congrés dels Diputats.
El 1991 participà en el Primer Congrés Català de Geografia organitzat per la Societat Catalana de Geografia de l'Institut d'Estudis Catalans amb la comunicació Mobilitay dels recursos i xarxes financeres: El cas espanyol en la cruïlla del 93.

## Llibres publicats
- L'aptitud financera de Catalunya (1967), amb Jacint Ros i Hombravella
- Economia crítica: una perspectiva catalana (1973)
- Capitalismo español: de la autarquía a la estabilización (1939-59) (1973)